# Pterallastes thoracicus
Pterallastes thoracicus är en tvåvingeart som beskrevs av Friedrich Hermann Loew 1863. Pterallastes thoracicus ingår i släktet Pterallastes och familjen blomflugor. Inga underarter finns listade i Catalogue of Life.